# Конрад Вилхелм Дилиц
Конрад Вилхелм Дилиц (на немски: Konrad Wilhelm Dielitz) е германски портретен и жанров художник.

## Биография
Конрад Дилиц е роден на 20 януари 1845 г. в Берлин в семейството на известния литератор Теодор Дилиц. В началото следва филология, а като хоби рисува при пейзажистите Ешке и Вирман, докато в един момент изцяло преминава към рисуването. През 1871 до 1873 г. прави учебни пътувания до Баварските Алпи, за да се запознае с живота на селяните там. В резултат на тези пътувания са създадени голям брой битови картини, достоверно отразяващи живота и силни хармонични цветове, като „Rast auf der Höhe“, „der Raucher (1874)“ както и „Erwischt!“.
Рисува редица портрети на известни свои известни съвременници като: Ото фон Бисмарк, Graf Renard, император Вилхелм I. През 1881 г. в София прави портрет на Александър Батенберг, закупен от българското правителство на 28 януари 2019 г. на търг във Виена.
Умира през 1933 г.